# Володушка круглолистная
Володу́шка круглоли́стная (лат. Bupleúrum rotundifólium) — травянистое растение, вид двудольных растений рода Володушка (Bupleurum) семейства Зонтичные (Apiaceae).

## Ботаническое описание

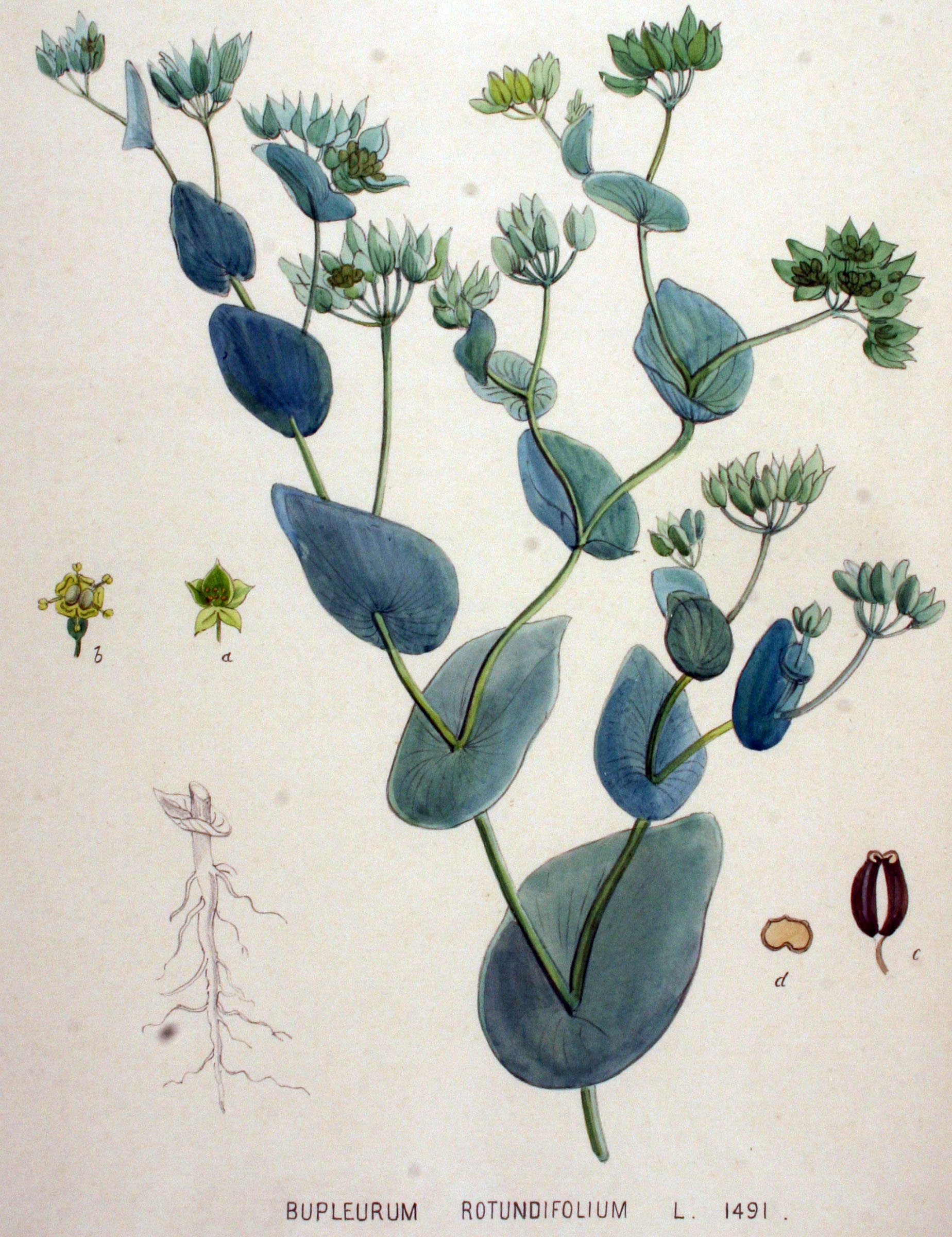

Однолетнее травянистое растение высотой от 15 до 50 (10-75) см. Вертикальный стебель прочный, толщиной до 4 мм у основания и ветвистый в верхней части.
Листья простые, пронзённые (сидячие), голубовато-зелёные, форма листовых пластинок яйцевидная. Нижние листья несколько сужены у основания, длиной до 7 см и шириной 2–3 см. Средние и верхние листья мясистые, эллиптические или эллиптически-яйцевидные с цельными краями.
Соцветия — сложные зонтики, обычно имеют пять-семь, редко до десяти лучей. Цветоножки зонтика от 2 до 4 см длиной. Цветоножки зонтичков от 0,5 до 1,5 см длиной. Обычно пять или шесть прицветников жёлто-зелёные, округло-яйцевидные с заострённым верхним концом; они в два-три раза длиннее зонтика. В зонтичках содержится от десяти до двенадцати цветков.
Цветок гермафродитный. Жёлтые лепестки длиной 0,5–0,7 мм и шириной около 1 мм, поперечно прямоугольные или округлые, с короткой складчатой долькой. Пестичная подушечка выступает далеко за край завязи, но лишь немного выходит за край зрелого плода.
Чёрный или тёмно-бурый плод имеет эллиптическую форму длиной от 3 до 3,5 мм и несколько выступающих ребер, масляные канальцы исчезающие.
Период цветения в Северном полушарии приходится в основном на июнь-август.
Число хромосом 2n = 16, реже 22.

## Распространение и охранный статус
Встречается в Центральной и Южной Европе, Марокко и Алжире, а его ареал простирается на восток до Кавказа, Ирана и Кыргызстана. Также встречается в Северной Америке, Северной Европе, Южной Африке и Японии. Вероятно, впервые заячье ухо круглолистное попало в Европу вместе с человеком. Его первоначальной родиной, вероятно, является Ближний Восток. В Центральной Европе встречается редко или очень редко. Поднимается до 1200 метров над уровнем моря в Граубюндене около Оберваца и до 1315 метров в кантоне Вале.
Bupleurum rotundifolium обычно произрастает на сухих, богатых питательными веществами и известковых, суглинистых или глинистых почвах. В Центральной Европе он встречается, в частности, в сообществе Sedo-Neslietum и является характерным видом ассоциации Caucalidion с фитосоциологической точки зрения.
В Швейцарии значения экологических показателей согласно Ландольту: индекс влажности F = 2 (умеренно сухой), индекс освещенности L = 4 (яркий), индекс реакции R = 4 (от нейтральной до основной), индекс температуры T = 4+ (теплый-холодный), индекс питательности N = 3 (от умеренно бедного питательными веществами до умеренно богатого питательными веществами), индекс континентальности K = 4 (субконтинентальный).
В связи с интенсификацией пахотного земледелия численность Bupleurum rotundifolium в Центральной Европе резко сократилась.
В Красной книге исчезающих видов растений Германии вид находится в категории 2 = «под критической угрозой исчезновения». В Швейцарии Bupleurum rotundifolium находится под «критической угрозой исчезновения». В Австрии вид считается «критически исчезающим» и «под угрозой исчезновения» в северных предгорьях Альп.

## Таксономия
Впервые Bupleurum rotundifolium был научно описан в 1753 году Карлом Линнеем в Species Plantarum.